# Mustafa Mehić
Mustafa Mehić (Travnik, 1915. – Sarajevo, 1982.) domobranski muftija u NDH. 

## Životopis
Rođen u Travniku. Šerijatsku gimnaziju završava u Sarajevu. Višu šerijatsku-teološku školu završio je 1940., kad je rat bjesnio Europom. Ministarstvo narodne prosvjete NDH  početkom listopada 1941. postavilo ga je za državnog vjeroučitelja u Trebinju, gdje je blisko surađivao sa svojim školskim kolegom iz Šerijatske gimnazije i Više šerijatsko-teološke škole, logornikom Abdulahom Čamom. Zajedno su skrbili o brojnim hrvatskim muslimanskim izbjeglicama koje su se tijekom ratnih mjeseci slili u Trebinju, bježeći ispred Talijana, partizana i četnika. Lipnja 1942. Mehić je imenovan je za domobranskog imama Zapovjedništva grada Zagreba. Kad je Abdulah Čamo kasnog proljeća 1943. umro, preuzima dužnost glavnog muftije u Zagrebu koju obnaša sve do kraja rata. Povremeno je u Zagrebu vodio društvena i vjerska okupljanja. Sudjelovao je u radu Hrvatskog muslimanskog društva.
Poslije rata proganja ga OZNA. Trebinjska i travnička OZNA izdale su zahtjev za uhićenje, na kojem su ga optužili da je kao muftija "služio okupatoru u razne svrhe". Istražitelj je precrtao "domobranski muftija" i dopisao "ustaški". Optužba je glasila da je "poslije oslobođenja Zagreba i dalje je radio protiv NOP-a". Uhićen je u Zagrebu i poslan u Travnik na saslušanje. Sve je optužbe porekao. Istražitelje to nije zadovoljilo. Zapisali su da se "po oslobođenju Zagreba nije se ni na jedan poziv prijavio našim vlastima" i ponovili su optužbu da je i nakon oslobođenja "nastavio s prljavim radom". Kolovoza 1945. dolaze akti koje olakšavaju Mehićev položaj, što OZNA BiH nevoljko prima. Proglašena je Amnestija, nakon koje zagrebački javni tužitelj nije rado pokretao postupke protiv nižih domobranskih časnika. OZNA BiH naumila je osuditi Mehića pa je uz prijašnje optužbe dodala po svemu sudeći krivotvoreno pismo poslano njemu potkraj svibnja gdje ga Abdulah Dervišević poziva da ostane u Zagrebu i "održava vezu s Katoličkom Crkvom i da ih o svemu izvještava" te navodna izjava Mehićeve supruge, u kojoj stoji da joj je suprug "u povjerenju" rekao da mu je "žao sto nije više domobrana poslao u ustase da očiste ovu gamad, te da se sad kaje kad vidi što se radi". Naposljetku je Mehića osudio zagrebački Vrhovni sud, umjesto Okružnog suda u Travniku jer je Mehić stanovao u Zagrebu. Svibnja 1947. Vrhovni sud potvrđuje presudu: lišenje slobode, prisilni rad i gubitak građanskih prava u trajanju od dvije godine. Obrazloženje presude stajalo je medu ostalim jer je "primio službu u neprijateljskoj vojsci i svojim radom pomagao i stranu državu koja se nalazila u ratu te surađivao prema tome i na političkom polju s neprijateljem". Mehić je uspio preživjeti zatvor i robiju. Izvjesno je da se vratio u Sarajevo gdje je sve do smrti živio pod strogim nadzorom komunističkih vlasti.